# مرلارا
مرلارا (به ایتالیایی: Merlara) یک کومونه در ایتالیا است که در استان پادووا واقع شده‌است.

## خصوصیات
مرلارا ۲۱٫۴ کیلومترمربع مساحت و ۲٬۹۸۰ نفر جمعیت دارد و ۱۳ متر بالاتر از سطح دریا واقع شده‌است.